# Mujeres en el mundo árabe
Algunas mujeres en el mundo árabe sufren el mayor sexismo y opresión de sus derechos del planeta. Aunque la situación difiere mucho entre los países, su población rural o urbana y los grupos de edad; diferencias atribuidas a las tradiciones locales, cultura, condición jurídica, religión, nivel de educación, condición social, salud o conciencia de sí mismas.
Desde el siglo XIX a través de la colonización europea en el Magreb y el Al-Nahda, la influencia de la Guerra Fría en el siglo XX y la reciente Primavera Árabe de los años 2010; los cambios sociales en las mujeres se han acelerado y mejorado considerablemente. Actualmente la mayor igualdad de género en el mundo árabe existe en Rojava, una región autónoma de facto en Siria y en peligro de desaparecer por la guerra en curso.

## Historia

### Política

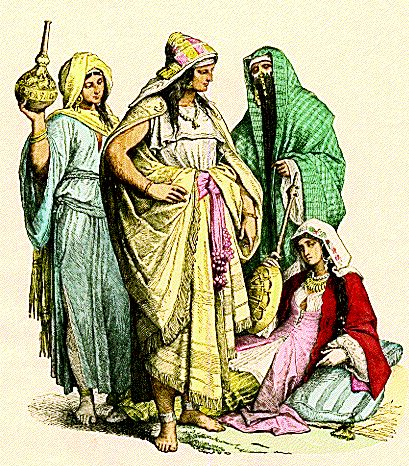
Trajes de mujeres árabes en el.

En la Arabia preislámica, como regla general, el derecho consuetudinario tribal no otorgaba ningún estatus social a las mujeres. Era común: las prácticas de infanticidio femenino, el matrimonio forzado, la poligamia ilimitada, la compraventa de esposas, los maridos tenían el control de todo pudiendo terminar la unión a voluntad, las mujeres no tenían ningún derecho de propiedad y la herencia. La única excepción, según el historiador saudita Hatoon al-Fassi, era el antiguo Reino nabateo donde las mujeres tenían capacidad de obrar.
Una costumbre brutal de aquel período, bastante extendida según el periodista austríaco Muhammad Asad, consistía en el entierro prematuro de niñas. Los motivos eran dos: el temor de que un aumento de descendencia femenina resultara en una carga económica y el temor a la humillación que causaba el rapto de mujeres por una tribu hostil.
Con la conquista de Alejandro Magno, en el siglo IV a. C., sus derechos mejoraron a través de las antiguas leyes griegas y posteriormente el Derecho romano.

### Llegada del Islam
El Islam se introdujo en Arabia en el siglo VII y los estudios islámicos defienden que cambió el rol de género en toda la región y mejoró significativamente el estatus de la mujer. Según el profesor británico William Montgomery Watt: «el Islam mejoró el estatus de la mujer al instituir derechos de propiedad, herencia, educación y divorcio».
En el Corán, tanto hombres como mujeres tienen los mismos deberes y responsabilidades en su adoración a Alá: «No permitiré que se pierda el trabajo de ninguno de ustedes, ya sea hombre o mujer, procedéis el uno del otro» (Corán 3:195).Jattab]] dijo: «Nunca solíamos dar importancia a las mujeres en los días del período preislámico de ignorancia, pero cuando llegó el Islam y Alá mencionó sus derechos... Les dimos sus derechos, pero no permitimos que interfirieran en nuestros asuntos» (Libro 77, Hadiz 60, 5843, y vol. 7, Libro 72, Hadiz 734).
Lo cierto es que el Islam revolucionó el papel de la mujer en la sociedad como ninguna fuerza anterior, ya que elevó su estatus tanto en la esfera pública como en la doméstica, y las declaró moralmente iguales a los ojos de Alá. Otorgó a las mujeres derechos que los hombres deben cumplir con ellas, como la dote, la herencia y el mantenimiento financiero en caso de divorcio, y condenó la práctica del infanticidio femenino y el abuso. El mismo profeta Muhammad declaró que los mejores hombres son aquellos que tratan mejor a sus esposas.

### Reformas delsigloVII
Las primeras reformas bajo el Islam en el siglo VII afectaron el matrimonio, el divorcio y la herencia. Lindsay Jones dice que a las mujeres no se les otorgó tal estatus legal en otras culturas, incluido Occidente, hasta siglos después. El Oxford Dictionary of Islam afirma que la mejora general de la condición de la mujer árabe incluyó la prohibición del infanticidio femenino y el reconocimiento de la personalidad plena de la mujer. «La dote, antes considerada como el precio de la novia pagado al padre, se convirtió en un regalo nupcial retenido por la esposa como parte de su propiedad personal». Según la ley islámica, el matrimonio ya no se considera un estado sino más bien un contrato, en el que es imperativo el consentimiento de la mujer. «A las mujeres se les otorgaron derechos de herencia en una sociedad patriarcal que anteriormente había restringido la herencia a los parientes varones». Annemarie Schimmel afirma: «en comparación con la posición preislámica de la mujer, la legislación islámica significó un enorme progreso; la mujer tiene derecho, al menos de acuerdo con la letra de la ley, a administrar la riqueza que ha aportado a la familia o ha ganada por su propio trabajo». William Montgomery Watt afirma que Mahoma, en el contexto histórico de su época, puede verse como una figura que testificó en favor de los derechos de la mujer y mejoró las cosas considerablemente: «En el momento en que comenzó el Islam, las condiciones de las mujeres eran terribles: no tenían derecho a poseer propiedades y se suponía que eran propiedad de su hombre; en consecuencia, si el hombre moría, todo pasaba a sus hijos. Mahoma, sin embargo, al instituir derechos de propiedad, herencia, educación y divorcio, dio a las mujeres ciertas garantías básicas».
El filósofo islámico y juez Averroes afirmó que las mujeres eran iguales a los hombres en todos los aspectos y poseían las mismas capacidades para brillar en la paz y en la guerra, citando ejemplos de mujeres guerreras entre los árabes para apoyar su caso.

### SigloXX
Los países árabes permitieron que las mujeres voten en las elecciones nacionales, otorgando el sufragio femenino en sus constituciones después de la independencia o por enmiendas constitucionales posteriores. En este sentido, la primera mujer miembro del parlamento fue la egipcia Rawya Ateya, en 1957.

## Empleo
La mano de obra en el califato procedía de diversos orígenes étnicos y religiosos, mientras que tanto hombres como mujeres participaban en diversas ocupaciones y actividades económicas. La posición económica de la mujer fue fortalecida por el Corán, pero la costumbre local ha debilitado esa posición al insistir en que las mujeres deben trabajar dentro del sector privado del mundo: el hogar.
Sabat Islambouli, una judía kurda, fue una de las primeras médicas sirias.
La socióloga egipcia Nadia Yousaf afirmó: «en Medio Oriente se informan sistemáticamente las tasas de actividad femenina más bajas registradas para el trabajo. Esto ciertamente da la impresión de que las mujeres de Arabia tienen poco o ningún papel económico hasta que uno nota que las estadísticas se basan en el trabajo no agrícola fuera del hogar».

## Organizaciones internacionales
ONU Mujeres, la agencia de las Naciones Unidas dedicada a la igualdad de género y el empoderamiento, tiene una Oficina Regional para los Estados Árabes (ROAS) en El Cairo, capital de Egipto, así como varias oficinas en 17 países de toda Liga Árabe.
ESCWA, la Comisión Económica y Social de las Naciones Unidas para Asia Occidental, publica informes sobre la situación de las mujeres árabes, que proporciona datos científicos y actuales sobre una variedad de cuestiones sociales o económicas relacionadas con las mujeres en el mundo árabe.

## Años 2000 en adelante
Najla Bouden fue la primera mujer árabe jefe de Estado; fue elegida democráticamente primera ministra de Túnez en 2021.
Las mujeres están subrepresentadas en los parlamentos árabes, aunque están ganando una representación más equitativa a medida que los estados liberalizan sus sistemas políticos. La Unión Interparlamentaria dijo que en 2005 el 6,5% de los parlamentarios árabes eran mujeres. La contribución de la mujer en el parlamento árabe no fue la misma en todos los países árabes: en Túnez, por ejemplo, el 22% de los parlamentarios eran mujeres; sin embargo, en Egipto sólo eran el 4%. Argelia tiene la mayor representación femenina en el parlamento, con un 32%.

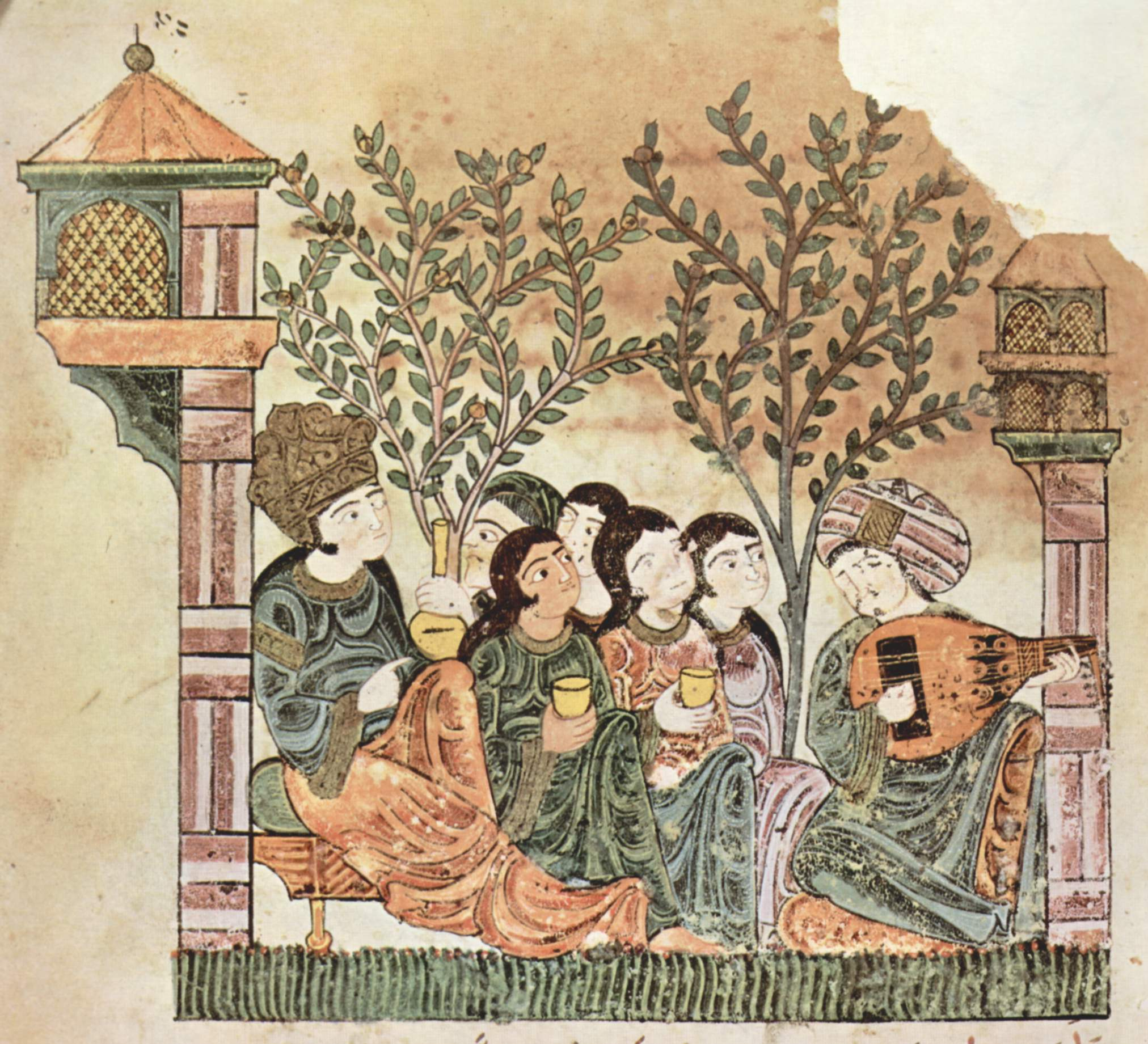
Una página de un manuscrito árabe del siglo XII, que representa a un hombre tocando el laúd entre mujeres.

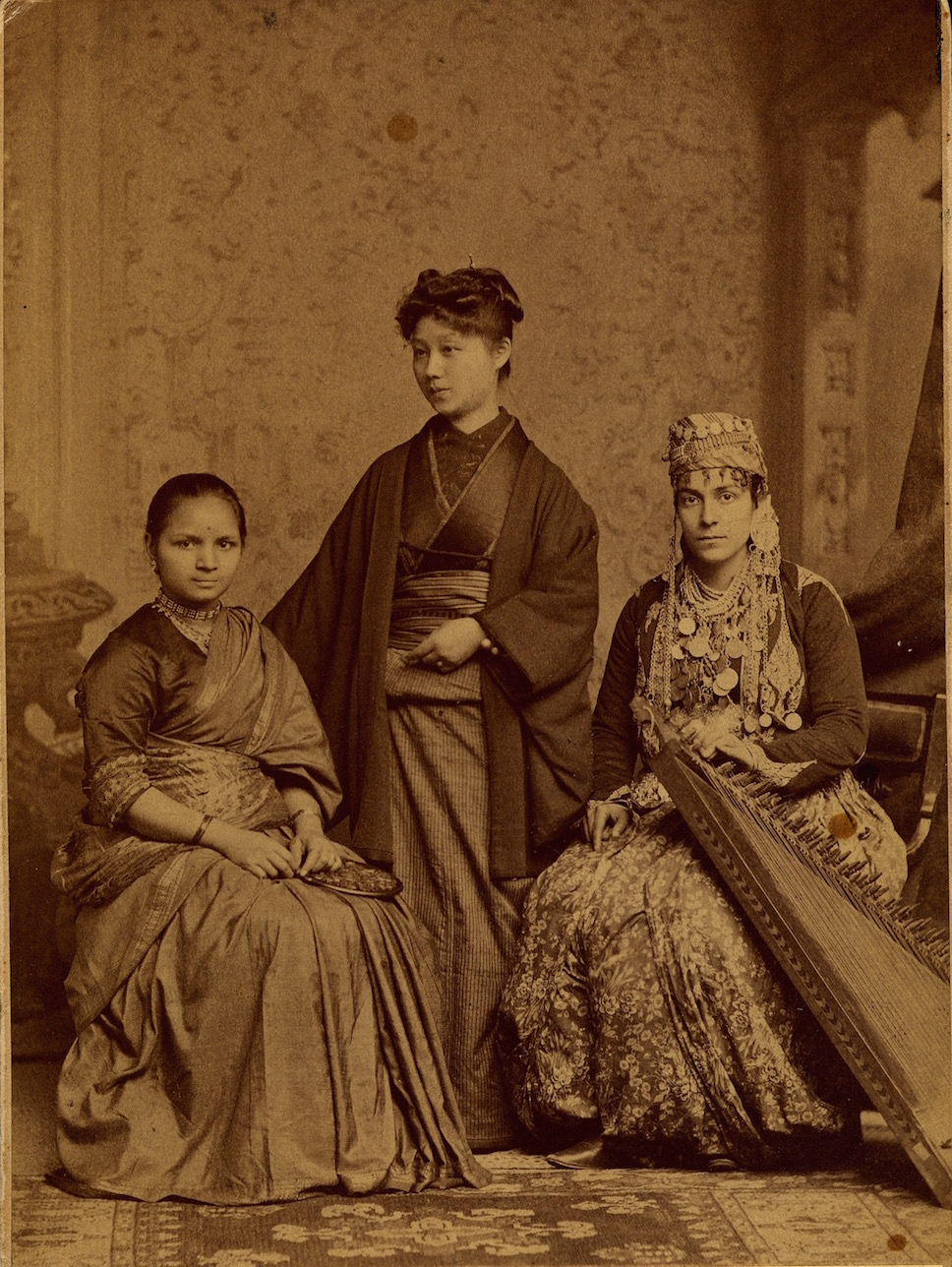
Sabat Islambouli (derecha), una judía kurda y una de las primeras médicas de Siria; imagen de octubre de 1885.

## Organizaciones internacionales de mujeres en el mundo árabe

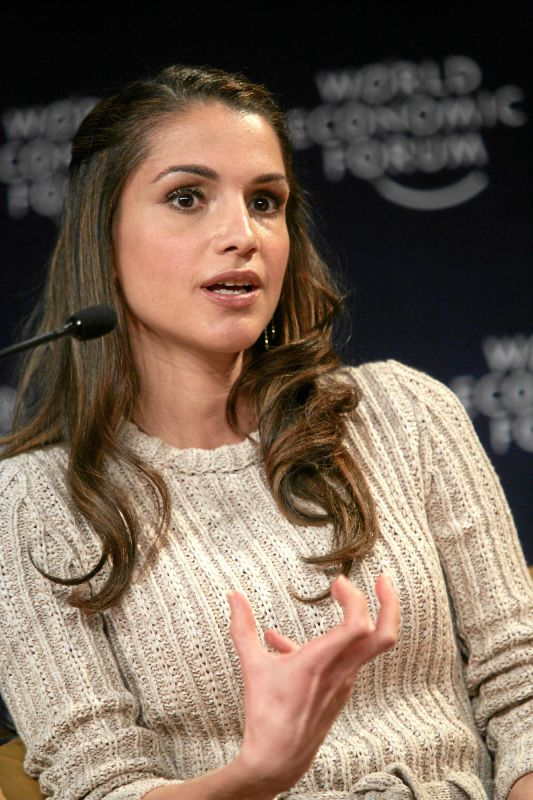
La reina Rania de Jordania.

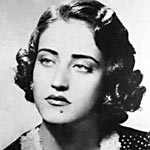
Asmahan fue una destacada actriz y cantante egipcia.

En 2006, en los Emiratos Árabes Unidos, las mujeres se presentaron a las elecciones por primera vez en la historia del país. Aunque solo una candidata, de Abu Dabi, fue elegida directamente, el gobierno nombró a otras ocho mujeres para la legislatura federal de 40 escaños, otorgando a las mujeres una participación del 22,5 % de los escaños, muy por encima del promedio mundial del 17,0 %. .
En la Cumbre Árabe en Túnez que se llevó a cabo el 10 de mayo de 2004, los líderes árabes, por primera vez, discutieron el tema del avance de las mujeres árabes como un elemento esencial del desarrollo político y económico del mundo de habla árabe.
Además, las primeras damas árabes han pedido un mayor empoderamiento de las mujeres en el mundo árabe para que las mujeres puedan estar en una posición aproximadamente igual a la de los hombres.
El papel de la mujer en la política en las sociedades árabes está determinado en gran medida por la voluntad de los líderes de estos países de apoyar la representación femenina y las actitudes culturales hacia la participación de la mujer en la vida pública. La Dra. Rola Dashti, candidata en las elecciones parlamentarias de Kuwait de 2006, afirmó que "la actitud cultural y mediática negativa hacia las mujeres en la política" fue una de las principales razones por las que no se eligió a ninguna mujer. También señaló las "diferencias ideológicas", con conservadores e islamistas extremistas que se oponen a la participación femenina en la vida política y desalientan a las mujeres a votar por una mujer. También citó chismes maliciosos, ataques a las pancartas y publicaciones de candidatas, falta de capacitación y corrupción como barreras para elegir diputadas. Por el contrario, una de las diputadas de los Emiratos Árabes Unidos, Najla al Awadhi, afirmó que "el avance de las mujeres es un problema nacional y tenemos un liderazgo que lo entiende y quiere que tengan sus derechos".
El Líbano en 2019 eligió a su primera mujer como ministra de Estado del Interior, convirtiéndose en la primera mujer en ocupar este importante cargo.

### Empoderamiento
En Jordania, la Princesa Basma Bint Talal inició el establecimiento de la Comisión Nacional Jordana para la Mujer (JNCW) en 1992. La Comisión, siendo el principal instituto normativo de Jordania, abordó los derechos y cuestiones políticas, legislativas, económicas, sociales, educativas y de salud de las mujeres.
Líbano ratificó la Convención sobre la Eliminación de todas las formas de Discriminación contra la Mujer (CEDAW), instituto que se esfuerza por eliminar las leyes, tradiciones y costumbres que pretenden o de otro modo dan como resultado la discriminación por motivos de género.
La Women's Learning Partnership (WLP) de Marruecos propuso un plan nacional para integrar a las mujeres en el desarrollo económico del país: el Plan d'action National pour l'integration de la Femme au Development (PANDIF).
Por último, en Arabia Saudita, la Nahda Charitable Society for Women busca el empoderamiento de las mujeres en el marco de la ley islámica.
La mujer en los países árabes tiene la participación política más baja del mundo, y si tiene la oportunidad de ocupar un puesto alto, los temas blandos como los asuntos sociales y los asuntos de la mujer son en su mayoría sus únicas opciones. Esto se debe principalmente a los atributos sociales patriarcales inherentes y al estereotipo de las mujeres en esta región. Esta ausencia en la política plantea muchos problemas, como la pérdida de derechos de género, y podría aumentar las desigualdades sociales y, por lo tanto, debilitar la calidad de vida, que se representan en varios factores, como la mala salud, la educación, la economía y el medio ambiente. Algunos estudios confirmaron la importancia y el papel transformador que las cuotas de mujeres brindan a las mujeres en los países árabes. Sin embargo, trabajar para cambiar la imagen estereotipada de las mujeres árabes a través de los medios oficiales y sociales es una de las soluciones propuestas para lograr un aumento positivo en la representación política de las mujeres en el mundo de habla árabe.

### Sufragio activo y pasivo de la mujer

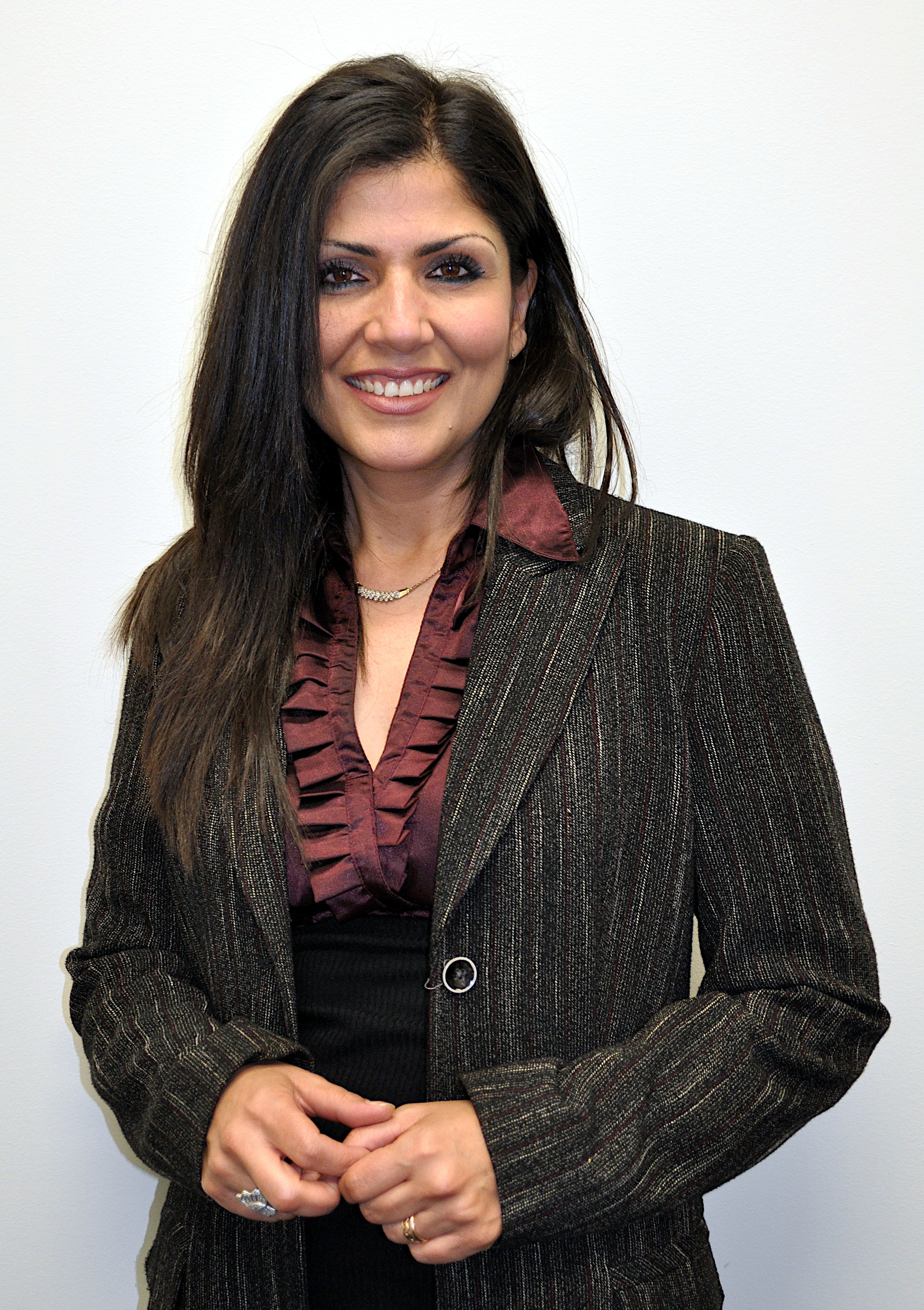
Samah Sabawi es una dramaturga, escritora y periodista palestina.

A las mujeres se les concedió el derecho al voto sobre una base universal e igualitaria en Líbano en 1952, Siria (a votar) en 1949 (Restricciones o condiciones eliminadas) en 1953, Egipto en 1956, Túnez en 1959, Mauritania en 1961, Argelia en 1962, Marruecos en 1963, Libia y Sudán en 1964, Yemen en 1967 (total derecha) en 1970, Baréin en 1973, Jordania en 1974, Irak (totalmente a la derecha) 1980, Kuwait en 1985 (luego eliminado y vuelto a otorgar en 2005), Omán en 1994, y Arabia Saudita en 2015.

### Rol económico
Según un informe de la UNESCO, entre el 34 y el 57 % de los graduados en STEM en los países árabes son mujeres, una cifra muy superior a la de las universidades de los Estados Unidos o Europa.
Un número creciente de empresas propiedad de mujeres comenzó a contratar mujeres en puestos ejecutivos. De hecho, en Jordania, Palestina, Arabia Saudita y Egipto, las empresas dirigidas por mujeres están aumentando su fuerza laboral a tasas más altas que las dirigidas por hombres.
En algunos de los países árabes más ricos, como los Emiratos Árabes Unidos, el número de mujeres propietarias de empresas está creciendo rápidamente y contribuyendo al desarrollo económico del país. Muchas de estas mujeres trabajan en empresas familiares y se animan a estudiar y trabajar. Se estima que las mujeres árabes tienen $ 40 mil millones de riqueza personal a su disposición, y las familias qataríes se encuentran entre las más ricas del mundo.
Sin embargo, 13 de los 15 países con las tasas más bajas de mujeres que participan en su fuerza laboral se encuentran en el Medio Oriente y África del Norte. Yemen tiene la tasa más baja de mujeres trabajadoras de todos, seguido de Siria, Jordania, Irán, Marruecos, Arabia Saudita, Argelia, Líbano, Egipto, Omán, Túnez, Mauritania y Turquía. El desempleo entre las mujeres en el Medio Oriente es el doble que el de los hombres, lo que apunta a los bajos salarios, la falta de habilidades y la creencia entre algunos de que el lugar de la mujer está en el hogar.
La desigualdad de género sigue siendo una gran preocupación en la región, que tiene la participación económica femenina más baja del mundo (el 27 % de las mujeres de la región participan en la fuerza laboral, en comparación con un promedio mundial del 56 %).
En Arabia Saudita, las mujeres obtienen mejores resultados que los hombres en ciencias y matemáticas. En Irán, la investigación muestra que las niñas “alcanzaron a los niños, revirtiendo su brecha de puntaje, entre 1999 y 2007, tanto en matemáticas como en ciencias”. Y Jordan siempre ha tenido un desempeño superior en educación, con niñas superando a los niños allí durante décadas, pero las mujeres aún no consiguen trabajo.
Hay tres razones que impiden que las mujeres ingresen a la fuerza laboral. En primer lugar, el entorno socioeconómico desalienta a las mujeres a trabajar a pesar de alentarlas a obtener una educación, especialmente en las naciones del Golfo ricas en petróleo. Los ingresos del petróleo y relacionados con el petróleo perpetúan las estructuras familiares patriarcales porque el propio Estado es el “patriarca” de sus ciudadanos, les da empleo y les proporciona ingresos disponibles. Esto significa que los ciudadanos no tienen que buscar formas de ganar dinero fuera del patrocinio estatal y pueden simplemente reforzar los roles de género conservadores ya existentes donde las mujeres se quedan en casa. Los ingresos del petróleo y relacionados con el petróleo también estructuran la economía alejándola de los sectores intensivos en mujeres. En segundo lugar, los sistemas de instituciones estatales patriarcales a menudo significan sectores privados débiles y dependientes que no quieren o no pueden permitirse asumir el costo de los roles reproductivos de las mujeres. Esto dificulta seriamente la participación práctica y logística de las mujeres en la fuerza laboral. En tercer lugar, el entorno empresarial inhóspito del sector privado desalienta a las mujeres a trabajar. Ningún país árabe tiene una cuota legal para el porcentaje de mujeres que debe incluir en los directorios corporativos. Solo Marruecos y Yibuti tienen leyes contra la discriminación de género en la contratación y por igual remuneración por igual trabajo. Argelia también se ha pronunciado a favor de igual salario por igual trabajo.
Las mujeres podrían contribuir a la economía del país, ya que el empleo femenino puede mejorar significativamente los ingresos del hogar, hasta en un 25 por ciento, y sacar a muchas familias de la pobreza. Continúa diciendo que el aumento de los ingresos de los hogares no solo tendrá un impacto positivo en las economías de MENA a nivel micro, sino que también impulsará las economías a nivel macro.

### Educación
La comunidad musulmana a menudo es criticada por no brindar igualdad de oportunidades para la educación de las mujeres. Según un estudio analítico sobre la educación de las mujeres en el mundo musulmán, muestra que la riqueza de un país, no sus leyes o cultura, es el factor más importante para determinar el destino educativo de una mujer. Las mujeres de los países del Golfo ricos en petróleo han dado algunos de los mayores avances educativos en las últimas décadas. En comparación con las mujeres en Arabia Saudita, rica en petróleo, las jóvenes musulmanas en Malí han mostrado significativamente menos años de escolaridad.
En los países árabes, las primeras escuelas modernas se abrieron en Egipto (1829), Líbano (1835) e Irak (1898).
La educación femenina aumentó rápidamente después de la emancipación de la dominación extranjera alrededor de 1977. Antes de eso, la tasa de analfabetismo seguía siendo alta entre las mujeres árabes. La brecha entre la matriculación de mujeres y hombres varía en todo el mundo árabe. Países como Baréin, Jordania, Kuwait, Libia, Líbano, Catar y los Emiratos Árabes Unidos lograron tasas de matriculación casi iguales entre niñas y niños. La inscripción femenina era tan baja como el 10% en el norte de Yemen en 1975. En el informe anual de la Unesco de 2012, predijo que Yemen no logrará la igualdad de género en la educación antes de 2025. En Catar, la primera escuela se construyó en 1956 después de una fatua que establece que el Corán no prohibía la educación femenina.
Durante el período de 1960 a 1975, la tasa de matriculación femenina en las escuelas primarias aumentó de 27,9 a 46, y de 10 a 24,2 en las escuelas secundarias.
En términos de educación universitaria, en Túnez, la matrícula saltó de 1.020 personas en 1965 a 6.070 en 1977. En Irak, de 7.625 en 1965 a 28.267 en 1975, en Líbano de 3.685 en 1965 a I 1.000 en 1971, en Argelia de 1.642 en 1965 a 12.171 en 1975, y en Marruecos de 1.089 en 1965 a 8.440 en 1975.
El nivel educativo ha aumentado drásticamente entre muchos países árabes, pero en este caso estrictamente hablando de Egipto. El tipo de calidad de la educación alcanzada es un tema diferente, ya que todavía hay una brecha en la conexión del plan de estudios y las habilidades específicas de la carrera. No solo eso, sino que el acceso a una educación de mayor calidad puede verse limitado por la clase social y la riqueza. La calidad de la educación está determinada por el tipo de idiomas extranjeros disponibles, la profundidad de los temas estudiados y las credenciales de los maestros y profesores. Eso da como resultado grandes brechas entre las clases sociales y la igualdad de género con respecto al logro educativo.

### Viajar
Las mujeres tienen diversos grados de dificultad para moverse libremente en los países árabes. Un par de naciones prohíben que las mujeres viajen solas, mientras que en otras, las mujeres pueden viajar libremente pero experimentan un mayor riesgo de acoso o agresión sexual que en los países occidentales.
Las mujeres tienen derecho a conducir en todos los países árabes y Arabia Saudita levantó la prohibición el 24 de junio de 2018. En Jordania, las restricciones de viaje para las mujeres se levantaron en 2003. La capacidad de las mujeres para viajar o moverse libremente dentro de Arabia Saudita está severamente restringida. Sin embargo, en 2008 entró en vigor una nueva ley que obliga a los hombres que se casan con mujeres no saudíes a permitir que su esposa y sus hijos puedan viajar libremente dentro y fuera de Arabia Saudita.
En el pasado, las mujeres en la cultura islámica tenían estrictamente prohibido viajar sin un acompañante masculino. Hoy, hasta cierto punto, está permitido, y no hay objeción a que una mujer viaje sola por las diversas rutas seguras y medios de viaje a través de sus lugares, como aeropuertos y puertos.

### Vestimenta

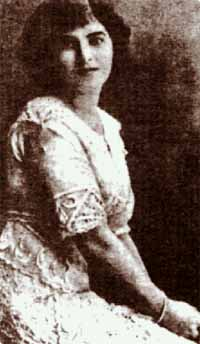
May Ziadeh escritora israelí.

La adherencia a la vestimenta tradicional varía entre las sociedades árabes. Arabia Saudita es más tradicional, mientras que países como Egipto y Líbano lo son menos. Las mujeres están obligadas por ley a usar abayas solo en Arabia Saudita; esto es impuesto por la policía religiosa . Algunos alegan que esto restringe su participación económica y otras actividades. En la mayoría de los países, como Baréin, Kuwait, Líbano, Libia, Omán, Jordania, Siria y Egipto, el velo no es obligatorio. El velo, hiyab en árabe, significa todo lo que oculta.
En Túnez el gobierno laico ha prohibido el uso del velo en su oposición al extremismo religioso, el expresidente Zine El Abidine Ben Ali calificó el velo de sectario y extranjero.

### Derechos y restricciones legales
Túnez es el único país de mayoría musulmana de habla árabe que otorga a las mujeres los mismos derechos que a los hombres, prohibiendo la poligamia, permitiendo que las mujeres musulmanas se casen con hombres no musulmanes y dándoles la misma herencia que a los hombres.
Egipto es uno de los principales países con movimientos feministas activos, y la lucha por los derechos de las mujeres está asociada a la justicia social y al nacionalismo laico. El feminismo egipcio comenzó con redes informales de activismo después de que a las mujeres no se les concedieran los mismos derechos que a sus camaradas masculinos en 1922. Los movimientos finalmente dieron como resultado que las mujeres obtuvieran el derecho al voto en 1956.
Las feministas en Arabia Saudita pueden terminar en la cárcel o enfrentarse a la pena de muerte por su activismo. Algunas de sus solicitudes fueron concedidas, como no requerir un tutor masculino para acceder a los servicios gubernamentales. Las mujeres todavía necesitan la aprobación de un tutor masculino para viajar y casarse.
En Libia, un país árabe bastante conservador, Khadija Bsekri, profesora, fundó en 2011 una organización, Las Amazonas Femeninas de Libia . La organización lanzó algunas campañas, como aquellas para reducir la violencia contra las mujeres, mejorar el estado de los refugios para migrantes y fortalecer las capacidades de activistas y profesionales de los medios. Su nombre refleja las míticas amazonas libias prehistóricas.
Para continuar con el empoderamiento femenino en el mundo de habla árabe, las jóvenes árabes necesitan modelos a seguir. Muchas veces, estos modelos a seguir se pueden encontrar a través de las redes sociales.
Algunos defensores de los derechos de las mujeres ateos, como el activista egipcio Sherif Gaber, argumentan que la mayoría de las actitudes hostiles hacia las mujeres en la cultura masculina musulmana, como la visión excesivamente sexual/virgen pura de las mujeres, y las acciones hostiles como el matrimonio con niñas preadolescentes, la agresión física por parte de parientes masculinos, la violación conyugal, la infidelidad por poligamia, el acoso o la agresión sexual y la obediencia forzada a un wali se deben al islam como religión, literalmente, de acuerdo con su espíritu de dominación masculina.[cita requerida] Esto es evidente en los países de mayoría musulmana . Compara en Occidente que las mujeres están más protegidas contra la violencia, incluida la violencia sexual, que en los países árabes. Este punto de vista no es popular en el mundo árabe ya que los musulmanes creen en la sharia islámica como la palabra no negociable de su Dios, independientemente del dilema moral de la religión islámica y el impacto físico o psicológico en las mujeres y los niños.

## Mujeres árabes destacadas
En 2018 la revista Forbes publicó una lista de Las Mujeres más influyentes. Según esta, las 10 mujeres árabes con mayor influencia social son: